# Beata Biel
Beata Biel (ur. w 1979 w Krakowie) – polska dziennikarka.

## Życiorys
Absolwentka dziennikarstwa i komunikacji społecznej Uniwersytetu Jagiellońskiego, specjalizacja reklama i public relations.
W latach 2001–2010 związana z telewizją TVN, oddziałem w Krakowie. Współpracowała m.in. z programami „Uwaga!” (jako dokumentalista i wydawca) oraz „Superwizjer” (dziennikarz, szef zespołu researchu). Była jednym z realizatorów serialu dokumentalnego Bitwa o Anglię. Od 2007 do 2010 r. pracowała w programie Superwizjer, w którym w 2001 r. rozpoczynała swoją dziennikarską karierę. Realizuje przede wszystkim reportaże o tematyce społecznej. Autorka filmów dokumentalnych Premierzy. Tadeusz Mazowiecki (emisja TVP1; jednocześnie producentka filmu) oraz Krzysztof Rutkowski, słucham? (emisja TV4). Realizatorka cyklów dokumentalnych: „Zbrodnie, które wstrząsnęły Polską” (wraz z Piotrem Pytlakowskim), „Kobiety i mafia” (wraz z Ewą Ornacką) oraz „Prepersi”. Wraz z Przemysławem Wojciechowskim i Witoldem Gadowskim zrealizowała reportaż o Ilichu Ramirezie Sanchezie, zwanym Carlosem lub Szakalem (przeprowadziła z nim wywiad).
Zajmowała się także produkcją telewizyjną i filmową. Współpracowała przy produkcji wieloletniego międzynarodowego projektu medialnego „Baltic Sea Media Project” autorstwa szwedzkich reżyserów Mattiasa Kluma i Folke Rydéna. Stypendystka Centrum Studiów Strategicznych i Międzynarodowych (CSIS) w Waszyngtonie. Prowadzi także działalność edukacyjną w zakresie dziennikarstwa i umiejętności cyfrowych. Współpracuje m.in. z Google News Lab i Fundacją Reporterów.
Od 2017 r. kieruje projektem Konkret24 w TVN24.
W 2020 roku została dyrektorką działu rozwoju i premium news digital w TVN Discovery Polska.

## Nagrody
- 2008 Laureatka nagrody Grand Press w kategorii reportaż telewizyjny[6] (za „Pomoc w śmierci” o szwajcarskim stowarzyszeniu Dignitas, które pomaga ludziom popełnić samobójstwo)
- 2009 nominowana (wraz z Przemysławem Wojciechowskim) do nagrody Grand Press (za reportaż „Książę terrorystów”, kategoria: najlepszy reportaż telewizyjny) i 2016 (wraz z Bertoldem Kittelem i Jarosławem Jabrzykiem, za reportaż "Jak kupiliśmy billing telefonu", kategoria: dziennikarstwo śledcze).
- Wyróżniona na Przeglądzie Telewizyjnych Reportaży Śledczych za reportaż „Książę terrorystów”, w którym autorzy przeprowadzili wywiad z Abu Daoudem.
- 2016 - drugie miejsce w kategorii "reportaż" na IV Festiwalu Sztuki Faktu wraz z Bertoldem Kittelem i Jarosławem Jabrzykiem.
- 2019 - nagroda Grand Press Digital dla projektu Konkret24[7]